# Baosbheinn
Der Baosbheinn ist ein 875 Meter hohes Bergmassiv in Ross-shire im Nordwesten Schottlands. Es gehört zu den Northwest Highlands, sein Hauptgipfel wird als Corbett und auch als Marilyn eingestuft.

## Etymologie
Die Schottisch-Gälische Bezeichnung Baosbheinn ist etymologisch nicht restlos geklärt. Schwierigkeiten macht der Wortteil baos, das weibliche Substantiv bheinn bedeutet „Berg“. Eine Möglichkeit bietet das Irische weibliche Substantiv baos mit der Bedeutung „Dummheit, Eselei, Fahrlässigkeit, Narretei, Unsinn, Verrücktheit“. Oft wird auch das Schottisch-Gälische baobh bemüht, das sich auf einen „Zauberer“ oder aber auf ein „altes Scheusal, Hexe“ bezieht. Eine weitere Interpretation bedient sich des Altnorwegischen beidhis mit der Bedeutung „Jagd“. Die einheimische Folklore sah in dem Berg den Kopf, das Gesicht oder die Stirn eines Menschen – im Schottisch-Gälischen bathais.

## Geographie
Mit seinen 875 Meter Meerhöhe stellt der Baosbheinn unter den britischen Corbetts die Nummer 56, unter den Marilyns jedoch nur die Nummer 277. Er befindet sich inmitten des Wildparks Flowerdale Forest und ist in etwa 39 Kilometer vom südsüdwestlich gelegenen Kyle of Lochalsh entfernt. Bis Torridon im Südsüdosten sind es rund 10 Kilometer (Luftlinie).
Umgeben wird der Baosbheinn vom Beinn an Eoin (855 Meter) im Osten, vom Beinn Dearg (914 Meter) im Südosten, vom Beinn Alligin (986 Meter) im Süden und vom Beinn Bhreac (624 Meter) im Westsüdwesten. Er bildet Teil der Torridon Hills und kann als nordwestlicher Vorbau zum Massiv des Beinn Eighes (1010 Meter) gerechnet werden.
Der Baosbheinn bildet einen 3 Kilometer langen Bergrücken, der in die Nordwest-Südost-Richtung gedreht ist. Sein Gipfelgrat ist beeindruckend und liegt meist auf über 700 Meter Höhe. Auf diesem Grat lassen sich sechs Einzelgipfel unterscheiden. Auf seinem Südostende erhebt sich der 705 Meter hohe Ceann Beag. Von ihm geht es in einem kurzen Abstieg hinunter zu einem 620 Meter hohen Sattel und dann wieder steil hinauf zu einem 805 Meter hohen Gipfelpunkt, der meist als East Top bezeichnet wird. Von hier aus führt der Grat dann weiter in Nordwest-Richtung zum 875 Meter hohen Hauptgipfel – dem Sgorr Dubh. Hinter dem Hauptgipfel setzt sich der Grat noch zwei Kilometer bis zum 801 Meter hohen Nordwestgipfel fort, wobei noch ein 841 Meter hoher Gipfelpunkt überschritten wird. Leicht absteigend wird schließlich der 738 Meter hohe Creag an Fhithich erreicht, welcher den Gipfelgrat am Nordwestende abschließt.
Vergleichbar in seiner Morphologie in etwa mit dem Arkle und dem Foinaven besitzt auch der Baosbheinn auf seiner Nordostflanke drei größere Kare, die nach Nordost bis Nordnordost öffnen. Das größte Kar ist An Rèidh-choire und es trägt seinem Namen „Sanftes Kar“ durch seine Offenheit und seinen Grasbewuchs volle Rechnung. Die kleineren Kare Coire Beag and Coire Mor sind gedrängter und werden von rauen Felspartien umringt.

### Hydrographie

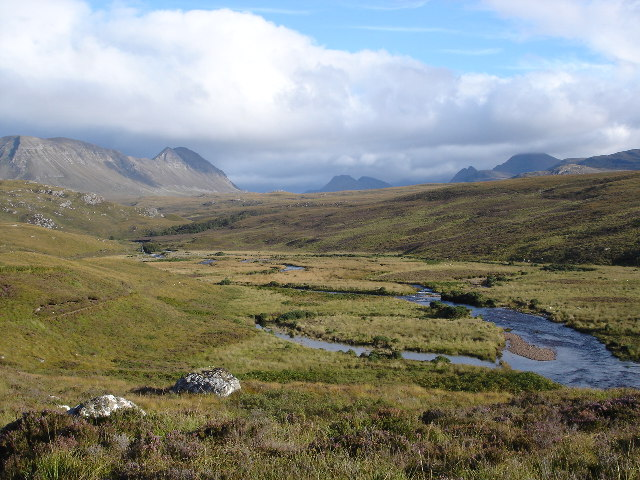
Das Flusstal Abhainn Bràig-horrisdale, links dahinter der Baosbheinn

Der langgezogene Bergstock des Baosbheinns wird von mehreren Süßwasserseen umgeben. So fällt die Südwestseite des Berges recht steil zum auf rund 310 Meter gelegenen Loch a’ Ghobhainn ab. Etwas höher, ebenfalls auf der Südwestseite, liegt der Loch a’ Bhealaich, der über einen kurzen Bachlauf mit dem nördlich anschließenden Loch a’ Ghobhainn in Verbindung steht. Die Nordostflanke des Bergstocks wird von dem langgezogenen See Loch na h-Oidhche begleitet, welcher sich auf 380 Meter Höhe befindet.
Die Entwässerung des Bergstocks erfolgt generell nach Nordwesten hin zum Gair Loch und nur zu einem minimalen Anteil durch das Srath Lungard nach Norden zum Loch Maree. Hauptentwässerer nach Nordwesten sind der Abhainn a’ Gharbh Choire und der Abhainn Bràig-horrisdale, der die gesamte Südwestseite des Bergstocks drainiert und bei Badachro in den Atlantik mündet. Der Abhainn a’ Gharb Choire nimmt die Bäche aus den drei Karen auf und bildet auch den Abfluss des Loch na h-Oidche. Er endet im Loch Bad an Sgalaig, aus dem der River Kerry hervorgeht, der seinerseits dann bei Kerrysdale im Atlantik endet. Die Wasserscheide zwischen den beiden Abhainns folgt in etwa der Verlängerung des Nordwestgrats.

### Zugang

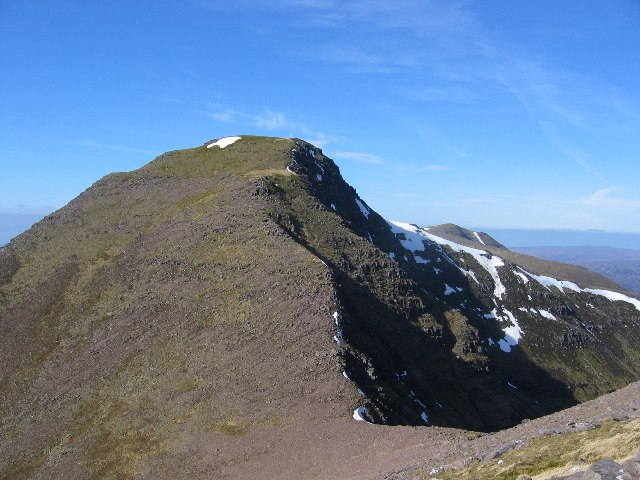
Der 875 Meter hohe Hauptgipfel Sgorr Dubh vom Südostgrat zum East Top

Der Gipfel des Baosbheinns verlangt generell einen recht langen Anmarsch. Der Zugang erfolgt entweder von Norden von der A832 road oder von Süden vom Torridon House westlich von Torridon. Ausgangspunkt im Norden ist Red Barn am River Kerry. Der Zugangsweg dirigiert sich nach Südsüdosten und erreicht dann über das Tal Abhainn a’ Gharbh Choire den Loch na h-Oidhche. Von hier aus wird nach Westsüdwesten ins An Rèidh-choire qequert und über den südlichen Seitengrat des Kars der Hauptgipfel erreicht. Der Südzugang von Torridon House am oberen Loch Torridon folgt anfangs dem Tal Abhainn Choire Mhic Nòbuil nach Nordosten, biegt aber dann nach links ins schöne U-förmige Gletschertal Allt a’ Bhealaich, das zwischen Beinn Alligin und Beinn Dearg nach Nordnordwest hindurchzieht. Vom Nordwestfuß des Beinn Deargs wird über die Niederung am Allt Loch na Cabaigh der Ceann Beag angesteuert und sodann der gesamte Südostgrat bis zum Hauptgipfel begangen.

## Geologie

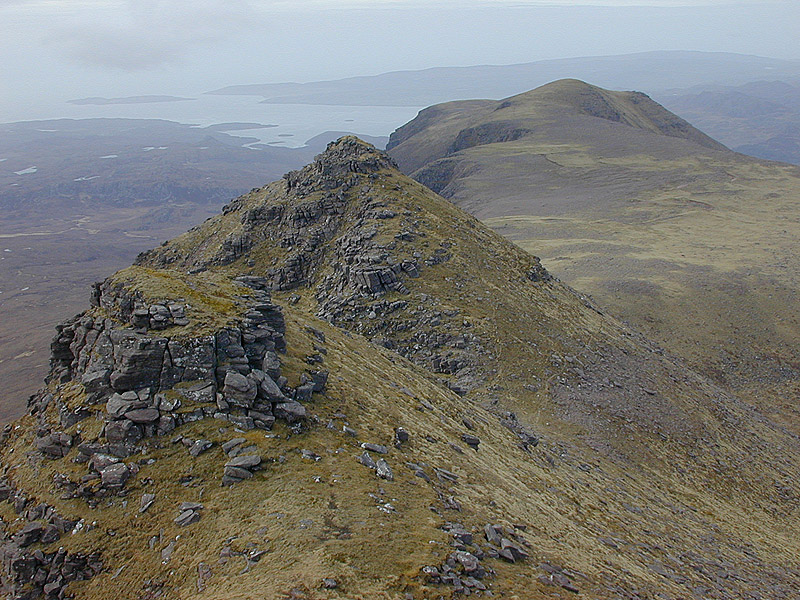
Blick vom Hauptgipfel Sgorr Dubh über den 841-Meter-Gipfel zum Nordwestgrat

Der Bergstock des Baosbheinns gehört geologisch zum Hebriden-Terran – genauer zum Rona-Terran.

### Grundgebirge
Im Nordwesten steht (in einem begrenzten Aufschlussgebiet um den Loch a’ Ghobhainn) das Grundgebirge mit Gneisen des Lewisians an. Das Protolithenalter der TTG-Gneise des Rona-Terrans konnte inzwischen mit 3135 bis 2820 Millionen Jahre datiert werden. Es handelt sich somit um die ältesten bekannten Gesteine des Lewisians. Sie zeigen ferner bei 2953 Millionen Jahre eine hochgradige, amphibolitfazielle Metamorphose und partielles Aufschmelzen (Anatexis) mit der Absonderung granitischer Adern und Schichtlagen. Das Terran wurde im Somerledian um 1670 Millionen Jahre erneut intensiv amphibolitfaziell überprägt.

### Torridonian Supergroup
Der Baosbheinn wird vollständig von flachliegenden bis 20° nach Ost einfallenden, rotbraunen Sandsteinen der zur Torridonian Supergroup gehörenden Applecross-Formation aufgebaut (Einheit TCA). Die Applecross-Formation ist grobkörnig bis sehr grobkörnig, führt Gerölle aus Jaspis und Porphyr, wird stark von Klüften durchsetzt und zeigt rundliche Verwitterung. Ein weiteres Merkmal sind Wickelschichtung bzw. Schichtverdrehung, die wahrscheinlich auf thixotrope Liquefaktion des Sediments zurückzuführen sind. Charakteristisch sind ferner terrassierte Steilaufbauten und teils auch kleinere Überhänge sowie scharfkantige Grate und kleine Felsnadeln.
Die obere Diabaig-Formation unterlagert die Applecross-Formation im nordwestlichen Vorland des Berges und findet sich auch entlang der Basis seiner Südwestflanke. Sie liegt hier dem Lewisian auf. Die Formation besteht aus grauen Schiefertonen und Sandsteinen (Einheit TCD 2) und aus fein- bis mittelkörnigen, roten Sandsteinen (Einheit TCD 3) ohne Geröllführung.

### Kaltzeit

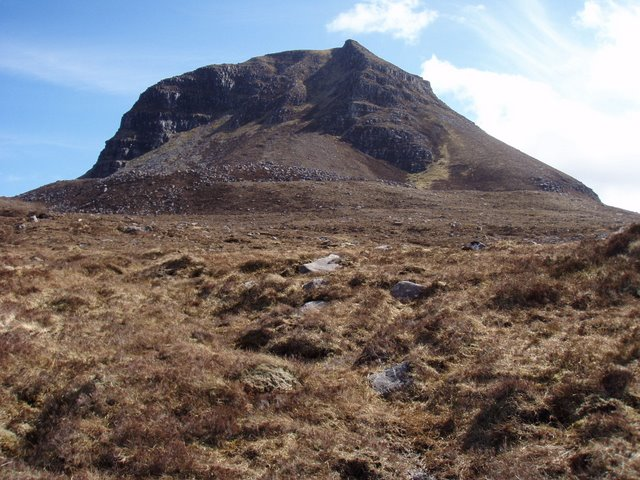
Der Creag an Fhithich von Nordwesten. Schön zu sehen der Bergsturz und die vom Schuttwall abgedeckte WRR-Moräne.

Inwieweit der Baosbheinn während der letzten Kaltzeit des Devensians von den Eismassen des  British Irish Ice Sheets (mit Höchststand um 27.000 Jahren vor heute) bedeckt war, ist nicht geklärt. Möglicherweise ragte der Hauptgipfel noch als Nunatak aus dem Eisschild hervor. Gegen 14.700 Jahre vor heute dürfte die Eisbedeckung jedenfalls schließlich gänzlich abgeschmolzen gewesen sein. Es kam aber danach dennoch zu zwei Wiedervorstößen – dem Wester Ross Readvance und dem Loch Lomond Readvance. Der auf 14.000 bis 13.500 Jahre vor heute datierte Wester Ross Readvance (auch auf 15.300 Jahre vor heute angesetzt) hinterließ unterhalb vom Creag an Fhithich eine Moräne, die den Beginn der Redpoint-Moräne markiert, welche bei Opinan den Atlantik erreicht.
Die Redpoint-Moräne wurde sodann noch vor dem Loch Lomond Readvance (12.900 bis 11.700 Jahre vor heute) von einem gewaltigen Bergsturz teilweise verschüttet, welcher aus der Nordwestflanke des Creag an Fithichs herausgerissen war und sich zeitlich unmittelbar nach dem Wester Ross Readvance ereignet hatte. Dieser Bergsturz war vormals immer als Paradebeispiel für einen Protalus Rampart angesehen worden – als ein dem Steilhang vorgelagerter Schuttwall, der mittels eines Firn- oder Eisfeldes oder gar als Blockgletscher  im Loch Lomond Readvance akkumuliert worden war. Dem widersprechen jetzt Ballantyne und Stone. Für sie handelt es sich um einen reinen Bergsturz, der mit dem Auftauen kurz nach Beendigung des Wester Ross Readvance einhergegangen war (Destabilisierung des Anstehenden durch abtauendes Eis in Klüften und Spalten).
Der Bergsturz ist mittlerweile als SSSI ausgewiesen.
War der Wester Ross Readvance noch bis an die Meeresküste vorgedrungen, so verblieb der spätere Loch Lomond Readvance innerhalb der Torridon Hills und entsandte beispielsweise kleine Gletscher durch das Tal zwischen dem Baosbheinn und dem Beinn an Eoin sowie entlang der Südwestflanke des Baosbheinns. Die Kare auf der Nordostseite dürften ebenfalls kleine Kargletscher enthalten haben. Die letzten Vereisungen endeten sodann mit Beginn des Holozäns.

## Ökologie

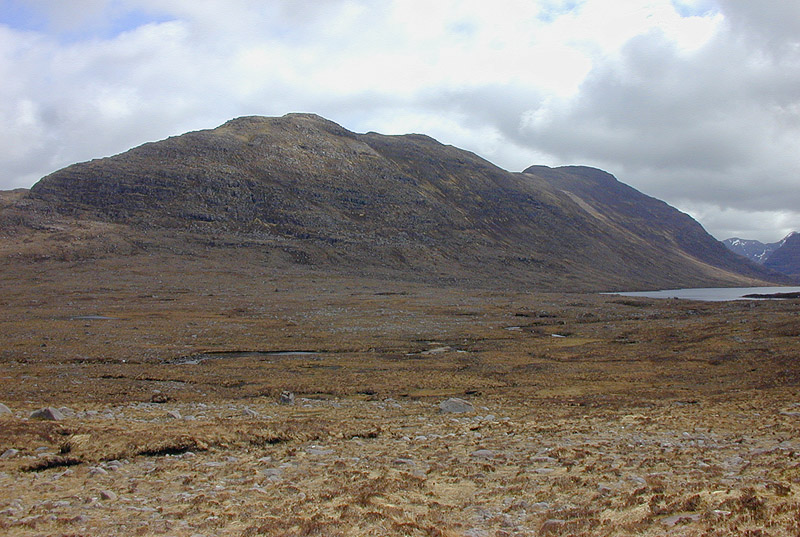
Blick aus dem Tal des Abhainn a’ Gharb Choire nach Südosten über den Abfluss des Loch na h-Oidhche hinweg zum Beinn an Eoin. Sehr spärliche Vegetation auf den Hanglagen, jedoch Torfbildung entlang des Wasserlaufs mit etwas üppigerem Bewuchs.

Wie bereits erwähnt liegt der Baosbheinn im Wildpark Flowerdale Forest und seine Südwestseite auch noch im Wildpark Shieldaig Forest, wodurch er zum 318 Quadratkilometer großen Wild Land Area (abgekürzt WLA) Flowerdale-Shieldaig-Torridon gehört.
Das umgürtende, bis auf etwas über 300 Meter heraufreichende, recht flache Terrain wird von mehreren Seen bedeckt und ist baumlos – was aber erst seit zirka 4.000 Jahren der Fall ist. Die beherrschende Vegetation um den Bergstock besteht aus dem Torfmoos Sphagnum, sehr häufiger Calluna vulgaris, Wollgräsern (Eriophorium) sowie Gräsern in den trockeneren Lagen. Der Nordwestrand des Baosbheinns bildet noch Teil der South Erradale Peninsula, die von weit ausgedehnten Torflagen und Heidebeständen überdeckt wird.
Zu Beginn des Holozäns hatte sich ein Mischwald aus Birken und Haseln etabliert, der dann aber von der hier heimischen Waldkiefer (Pinus sylvestris) gegen 7000 Jahre vor heute verdrängt wurde. Dies erklärt sich durch die steigenden Temperaturen, die im mittleren Holozän dann ein Maximum erreicht hatten. Um 4200 Jahre vor heute setzte eine deutliche klimatische Verschlechterung ein, welche den drastischen Rückgang der Kiefernbestände bewirkte. Die Temperaturen fielen auf die zu Beginn des Holozäns herrschenden Werte zurück. Dies im Einklang mit den bereits spürbaren Einwirkungen des Menschen und einem Anstieg der Niederschlagsmenge ließen die Wälder bis auf kleine Rückzugsorte in geschützten Lagen vollkommen verschwinden und es etablierte sich das jetzt herrschende Landschaftsbild, beherrscht von Wasser-tolerierenden Pflanzenvergesellschaftungen und weit verbreiteter Torfbildung.